# 格尔木太阳能光伏电站
格尔木太阳能光伏电站是一个位于中華人民共和国青海省格尔木的光伏电站。 此电站始建于2009年八月，并在2011年10月29日建成。其中有80兆瓦由英利投资。这个项目在2012年获得了中国电力优质工程奖。其一年预计输出电能317.2吉瓦时。

此外，龙源电力在2011年在青海省格尔木建设了一个20兆瓦的太阳能产业园。   在格尔木，现已有570兆瓦的太阳能电站。